# The Cabin in the Cotton
The Cabin in the Cotton is een film uit 1932 onder regie van Michael Curtiz. De film is gebaseerd op het boek met dezelfde titel van Harry Harrison Kroll. Bette Davis heeft een van de hoofdrollen in de film, ondanks de afkeur van regisseur Curtiz, die dacht dat Davis een gebrek aan seksuele uitstraling had.
De film werd in de Verenigde Staten op 1 september 1998 uitgebracht op VHS. Een dvd-uitgave is tot op het heden nog niet gevolgd.

## Verhaal
Als herenboer Lane Norwood aan zijn deelpachter Tom Blake vertelt dat hij diens zoon Marvin nodig heeft als arbeider op zijn land, sterft Tom aan uitputting voordat hij een antwoord kan geven. Norwoods dochter Madge vertelt hem dat Marvin de beste student van school is. Norwood ziet in dat Marvins ambities veel hoger kunnen liggen en zorgt ervoor dat hij zijn school afmaakt. Na zijn diploma krijgt hij een baan in Norwoods winkel. Ondertussen krijgt hij een relatie met Betty, wier vader Joe Wright de verdenking koestert dat Lane Norwood steelt van hem.
Echter, wanneer er ook een romance opbloeit met Madge, raakt Marvin in paniek. Als dit bekend wordt gemaakt, gooit Lane Norwood hem uit huis. Maar ze zijn nog niet van hem af, aangezien de familie Norwood worstelt met schandalen, verraad en bedrog en alleen Marvin kan ze helpen.

## Rolverdeling
| Acteur              | Personage     |
| ------------------- | ------------- |
| Richard Barthelmess | Marvin Blake  |
| Dorothy Jordan      | Betty Wright  |
| Bette Davis         | Madge Norwood |
| Berton Churchill    | Lane Norwood  |
| Hardie Albright     | Roland Neal   |
| David Landau        | Tom Blake     |
| Dorothy Peterson    | Lilly Blake   |
| Russell Simpson     | Oom Joe       |